# دومنیکو آنجلونی
دومنیکو آنجلونی (۲۲ آوریل ۱۷۳۲ – فوریه ۱۸۱۷) کشیش، الهی‌دان و ریاضی‌دان ایتالیایی بود.

## زندگی‌نامه
دومنیکو در خانواده بارونیال در روکاراسو در آبروزو به دنیا آمد، اما در جوانی وارد جماعت سلستین شد و به تحصیل الهیات و فلسفه در صومعه سن پیترو آ مائیلا در ناپل ادامه داد. او به تحصیل در بولونیا زیر نظر صلاحالدینی ادامه داد و در آنجا به وی عنوان استاد فلسفه و ریاضیات اعطا شد. با سرکوب فرقه سسلستین، او به عنوان راهب بزرگ صومعه سن اسپیریتو آل مورونه، در نزدیکی سولمونا، منصوب شد. 
از جمله آثار او عبارت بودند از:
- مؤسسات منطقی، ناپل ۱۷۷۲
- مؤسسات گلچین برای استفاده جوانان جماعت پادشاهان سلستین
- حساب
- جبر برای مقادیر معین
- رساله در حساب نامتناهی
- دوره الهیات